# 徐守道
徐守道（1502年—？），字子中，直隸大名府開州長垣縣民籍江西進賢縣人，明朝政治人物。

## 生平
嘉靖十年（1531年）辛卯科順天府鄉試第五十三名舉人。嘉靖十四年（1535年）中式乙未科會試第一百二名，登第三甲第一百九十二名進士。

## 家族
曾祖徐汝成；祖父徐華；父徐江，母王氏；繼母孫氏。具庆下。弟守志、守義。